# Pirineus Atlàntics
Els Pirineus Atlàntics (64) (Pyrénées-Atlantiques en francès, Pirinèus-Atlantics en gascó, Pirinio Atlantiarrak en basc) són el departament francès, situat al sud-oest de França a la regió Nova Aquitània.

## Geografia
El departament dels Pirineus Atlàntics és el departament més meridional de la regió francesa de Nova Aquitània. Els Pirineus Atlàntics limiten amb la Comunitat Autònoma Basca, la Comunitat Foral de Navarra i l'Aragó al sud, a l'oest amb la mar Cantàbrica, al nord amb els departaments de les Landes i Gers, i a l'est amb el departament dels Alts Pirineus.
Conté els territoris històrics bascos de la Baixa Navarra (Nafarroa Beherea en basc), Lapurdi i Zuberoa, que formen l'anomenat País Basc del Nord, i també el Bearn, que és una comarca occitana.
Les seves principals ciutats són Pau, que n'és la capital o prefectura, Biarritz, Baiona, i Donibane Lohizune. A més de la prefectura, Pau, hi ha dues subprefectures, que són Baiona i Auloron Santa Maria.

## Història
El departament dels Baixos Pirineus (Basses-Pyrénées en francès) fou un dels vuitanta-tres departaments originals creats durant la Revolució Francesa, el 4 de març de 1790 (en aplicació de la llei del 22 de desembre de 1789). Va ser creat a partir de l'antiga província de Bearn i de les tres províncies basques de Lapurdi, Baixa Navarra (Nafarroa Beherea en basc) i Zuberoa.
El 10 d'octubre de 1969, els Baixos Pirineus canviaren el seu nom pel de Pirineus Atlàntics.

## Llengües
El francès n'és la llengua oficial, com a la resta del territori de la República Francesa.
Ara bé, al País Basc del Nord (Iparralde en basc) també s'hi parla basc. En aquesta àrea, els senyals de trànsit són bilingües i la llengua basca és ensenyada a les escoles, als instituts i a les ikastolak.
A Bearn (meitat est del departament), la llengua vernacla és el bearnès, una varietat dialectal de l'occità gascó, que és una varietat de l'occità. Fins ben entrat el segle xx, el gascó fou la llengua materna de la major part de la població bearnesa. Actualment, aquesta llengua viu un moment de recuperació, gràcies en part a les calandretas, les escoles bilingües occitanes. La primera d'aquestes escoles es va obrir a Pau l'any 1979. Una enquesta de l'any 1982 indicà que a Bearn el 51% de la població parlava el bearnès, el 70% el comprenia, i que el 85% dels bearnesos eren partidaris de conservar llur llengua vernacla.
La llengua tradicional de la conurbació formada per Biàrritz, Baiona i Anglet (que formen la comarca del Baix Ador) és l'occità, segons les enquestes filològiques dels segles xix i xx (veg. en particular l'Atlas linguistique de la Gascogne), però hi ha una forta presència del basc deguda a una immigració rural recent del rerepaís bascòfon. Els moviments culturals locals reivindiquen l'occità i el basc i han obtingut una retolació trilingüe en francès, en basc i en occità.

## Política
L'any 2008, fou elegit com a president del Consell General Jean Castaings, de l'UMP.
Les principals atribucions del Consell General són votar el pressupost del departament i escollir d'entre els seus membres una comissió permanent, formada per un president i diversos vicepresidents, que serà l'executiu del departament. Actualment, la composició política d'aquesta assemblea és la següent:
- Partit Socialista (PS): 24 consellers generals
- Moviment Demòcrata (MoDem): 14 consellers generals
- Unió per a un Moviment Popular (UMP): 7 consellers generals
- Dreta diversa (DVD): 3 consellers generals
- Esquerra diversa (DVG): 2 consellers generals
- Nou Centre (NC): 2 consellers generals